# Piotr Astachow
Piotr Iwanowicz Astachow (ros. Пётр Иванович Астахов ur. 1924, zm. 1972) – radziecki generał major.
Komendant Moskwy. Podczas II wojny światowej dowodził pułkiem, następnie dywizją.
Pochowany na moskiewskim Cmentarzu Nowodziewiczym.